# Шкода ауто
Шкода aуто (чеш. Škoda Auto) је немачки произвођач аутомобила и део Фолксваген групе.
Шкода је учесник Светског рели шампионата, првобитно са аутомобилом октавијом, данас, са својим моделом фабијом.

## Историја

#### Оснивање
Историја данашњег Шкода Аута, почиње 1895. у Младој Болеслави (тадашња Аустроугарска, данас Чешка) када су два Чеха, члана Клуба чешких бициклиста, механичар Вацлав Лаурин (Václav Laurin) и продавац књига Вацлав Клемент (Václav Klement), решили да направе властиту радионицу за производњу бицикала, након што нису били задовољни како је немачка фирма поступила при њиховој рекламацији бицикла.

#### Почеци
Фирма почиње 1895. под именом оснивача - „Лаурин & Клемент“ (Лаурин & Клемент), и у почетку производи бицикле, али већ 1899, почињу и са производњом мотоцикала, а 1905. и аутомобила. Први модел Воитурет А, доживео је успех на Аустроугарском, али и на међународном тржишту. То резултује променом правног облика предузећа: 1907. Л&К постаје акционарско друштво. 1913. део предузећа постаје и фабрика из Либереца РАФ (Реицхенберг Аутомобил Фабрик), која ће касније опет наставити одвојен живот под називом ЛИАЗ.
Током Првог светског рата, фабрика је своју делатност преоријентисала на војну технику.
После рата, предузеће се даље развија и осим путничких аутомобила производе се и теретни, као и авионски мотори. Почело се са производњом камиона, али 1924, после финансијских проблема и пожара који је задесио фабрику, донета одлука да предузеће потражи јачег партнера, тако да се 1925. Л&К припаја ондашњем највећем индустријским предузећу Аустроугарске, касније Чехословачке - Шкоди из Плзења. Развој и производња тешких камиона (преко 4 тоне) је тада пренета у Плзењ, а у Болеслави је остала производња лакших теретних возила, све до 1945. године.
Овим нестаје робна марка Л&К (мада Шкода ауто и дан-данас има право на ово име, па га користи за означавање најлуксузнијих варијанти). Међутим, овом фузијом фабрика из Младе Болеславе добија марку „Шкода“ коју користи до данас, мада одавно није више део чувене машинске фабрике из Плзења. Тачније, заједнички живот фабрике из Младе Болеславе и Шкоде Плзењ трајао је свега 20-так година, што и није превише у поређењу са 100-годишњом традицијом фарбике.

#### Период саШкодом Плзењ
Економска депресија 1930-их година, погодила је и јаку Шкоду. Отприлике тад промењено је име фабрике у АСАП - Акционарско друштво за аутомобилску индустрију (Akciová společnost pro automobilový průmysl). Али Шкода поново постаје успешна са својим моделима, као што је Популар (Popular).
Током окупације Чехословачке у Другом светском рату, Шкода је реорганизована у део Херман Гуринг Верке-а (Hermann Göring Werke), радећи за нацисте. Током рата производили су се делови за оружје, али и теренска возила.

#### Комунистички период
После Другог светског рата сва индустрија прелази на планску привреду. Фабрика из Младе Болеславе одвојена је од Шкоде Плзењ, формално преименована је у АЗНП - Аутомобилски заводи, народно предузеће (AZNP Mladá Boleslav - Automobilové závody, národní podnik) и постаје монополски произвођач путничких аутомобила у целој ондашњој Чехословачкој. Тада се одваја и погон из Либереца - ЛИАЗ.
У духу непопуларног економског стања и губљења веза са техничким достигнућима у некомунистичким земљама, Шкода је задржала добру репутацију све до 1960-их, производећи моделе као што су Шкода 440, 445 Октавија, Фелиција и Шкода 1000 MB. Шкода је у свету била позната по производњи врло чврстих и поузданих аутомобила.
Касних '80-их Шкода је и даље производила моделе аутомобила из 60-их. И западној Европи, модели из 80-их и раних 90-их, су уживали јако слабу репутацију. Једна од шала на рачун лоших Шкодиних аутомобила је била: Питање: „Да ли знаш како да удвостручиш вредност Шкоде? Одговор: „Напуни пун резервоар“.

#### Поновни успон
Преокрет се догодио 1987. са моделом фаворит. Фаворитову шасију дизајнирала је италијанска компанија Бертоне, док је мотор рађен по лиценци западноевропских компанија. Шкодини инжењери су успели да створе аутомобил по стандардима западноевропског тржишта. Технолошки продор је био евидентан, али је убрзо почео да опада. Док је Шкода и даље била предмет шала и ругања на Западу, међу становницима Источног блока, Шкода фаворит је био врло популаран ауто.
Плишана револуција, донела је велике промене у политици и економији Чехословачке, када је велики део индустрије био предмет приватизације. У случају Шкоде, влада је донела одлуку да се доведе јак инострани партнер. „Фолксваген група“ је изабрана 1990. 16. априла 1991. Шкода је постала четврти бренд Фолксвагена. Пример осталих фабрика аутомобила Источног блока, као што су Лада и Застава, доказује да је приватизација Шкоде био прави потез. Приватизација од стране водећег немачког произвођача аутомобила је у то време била контроверзна одлука.
Фолксвагенове инвестиције у стил и механику нових модела, отворило је нову страницу у историји Шкоде. Модел фелиција из 1994. године се и даље базирао на фавориту, али је квалитет добио потпуно нову димензију. У Чешкој, као и у осталим земљама у транзицији, фелиција је постала врло популаран аутомобил, који се могао купити по повољним условима. Следећи модели: октавија и фабија, су коначно испунили услове тржишта Европске уније. Октавија је прављена по узору на Фолксвагенов голф. Јула 2006. године Шкода је произвела десето милионито возило.

## Модели

### Садашњи модели
- Шкода ситиго
- Шкода фабија
- Шкода рапид (2011)
- Шкода рапид (2012)
- Шкода скала
- Шкода октавија
- Шкода суперб
- Шкода камик
- Шкода карок
- Шкода кодијак
- Шкода Enyaq

### Некадашњи модели
- Шкода 422 (1929–1932)
- Шкода 430 (1929–1936)
- Шкода 633 (1931–1934)
- Шкода 637 (1932–1935)
- Шкода 420 (1933–1938)
- Шкода популар (1933–1946)
- Шкода суперб (1934) (1934–1943)
- Шкода рапид (1935) (1935–1947)
- Шкода фаворит (1936) (1936–1941)
- Шкода 1101 (1946–1949) (Тудор)
- Шкода 1102 (1948–1952)
- Шкода ВОС (1949–1952)
- Шкода 1200 (1952–1955) (Седан)
- Шкода 440 (1955–1959) (Спартак)
- Шкода 1201 (1955–1962)
- Шкода фелиција (1959) (1959–1964)
- Шкода октавија (1959) (1959–1964/1971)
- Шкода 1202 (1961–1973)
- Шкода 1000 MB (1964–1969)
- Шкода 1203 (1968–1999)
- Шкода 100 (1969–1977)
- Шкода 110 Р (1970–1980)
- Шкода 120 (1976–1990)
- Шкода гарде (1981–1984)
- Шкода 130 (1984–1990)
- Шкода рапид (1984) (1984–1990)
- Шкода фаворит (1987–1995)
- Шкода фелиција (1994–2001)
- Шкода румстер (2006–2015)
- Шкода јети (2009–2017)

## Галерија
- Шкода фаворит
- Шкода фелиција
- Шкода фабија
- Шкода румстер
- Шкода рапид (2012)
- Шкода октавија
- Шкода суперб
- Шкода јети